# Björn Lindberg
Björn Ernst Vilhelm Lindberg, född 19 juni 1945 i Stockholm, och är en svensk matfotograf som har erhållit många priser, stipendier och utmärkelser.
Genom kameran har Lindberg följt den samtida matkulturen sedan början av 1970-talet. Han har utfört fotouppdrag för såväl annonsbyråbranschen som mattidningar samt producerat och medverkat i ca 90 kokböcker.
Lindberg har även nått internationell framgång som till exempel med boken Vinets magi som deltog i tävlingen The Gourmand World Cookbook Awards 2006 där den utnämndes till Best Wine book in the World.
Lindberg har under sin verksamhet varit efterfrågad som föreläsare och hållit i flera workshops för yrkesfotografer. Han deltog 2006 i konferensen Att se, tänka och tolka med seminariet Måltiden som bild vid Örebro universitet.
Lindberg har även haft utställningar med bland annat projektet "Smaker i färg" – fotografier av mat i fem olika färgserier – på restaurang Blå Porten, Liljevalchs konsthall och Dunker Bar & Matsalar i Helsingborg.
Lindberg har mottagit:
- General Public Prize 2005, Les lauriers Beaujolais de la Photo, Lyon, Frankrike
- Tore Wretmans hederspris 2003, Honesta Voluptate, Gastronomiska akademien